# Athene angelis
Athene angelis (сич корсиканський) — вимерлий вид совоподібних птахів родини совових (Strigidae), що мешкав в середньому і пізньому плейстоцені на острові Корсика. Викопні рештки цього виду були знайдені в Кастільйоне, що поблизу Олетти на півочі острова. Вид був описаний у 1997 році.